# Астаховское сельское поселение
Аста́ховское се́льское поселе́ние — сельское поселение в составе Каменского района Ростовской области России.
Административный центр — хутор Берёзовый.

## Административное устройство
В состав Астаховского сельского поселения входят:
- хутор Берёзовый;
- хутор Астахов;
- хутор Масаловка;
- посёлок Молодёжный;
- станция Погорелово.

## Население
| 2010  | 2012  | 2013  | 2014  | 2015  | 2016  | 2017  |
| ----- | ----- | ----- | ----- | ----- | ----- | ----- |
| 3671  | ↘3609 | ↘3548 | ↘3509 | ↘3443 | ↘3356 | ↘3315 |
| 2018  | 2019  | 2020  | 2021  |       |       |       |
| ↘3261 | ↘3217 | ↘3183 | ↘3130 |       |       |       |